# José González Cabrera Bueno
José González Cabrera Bueno, kurz: Cabrera Bueno (geb. um 1670 in San Cristóbal de La Laguna (?) auf Teneriffa, gest. nach 1733), war ein spanischer Seemann, Navigator und Verfasser eines seemännischen Handbuchs.

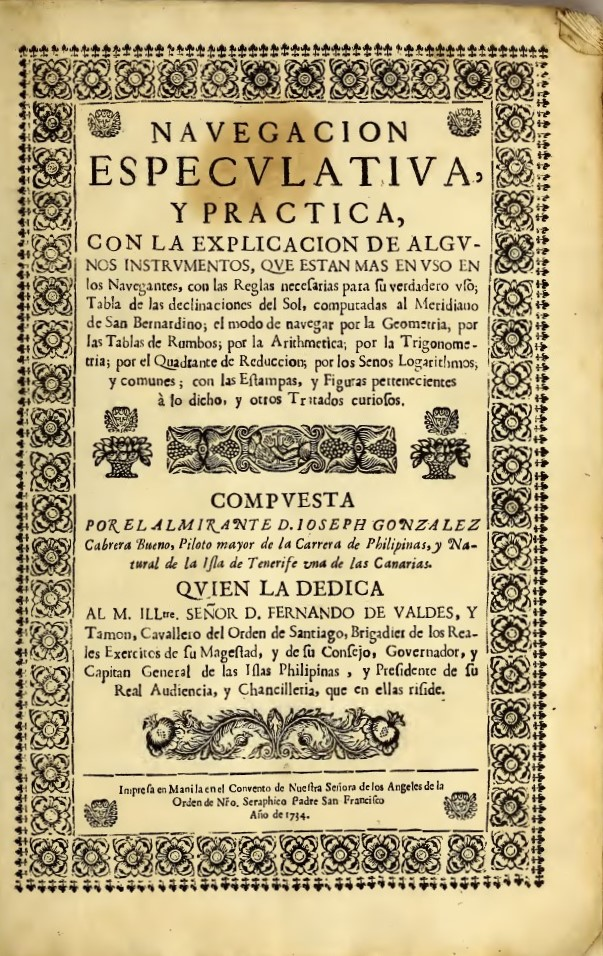
Titelblatt der Navegación Especulativa y Practica des González Cabrera Bueno, Manila 1734

## Leben
Cabrera Bueno wurde 1701 vom Hof in Madrid als Admiral auf die Philippinen entsandt, um dort Aufstände der Moros zu bekämpfen und als Chefnavigator bzw. Lotse auf der Route der Manila-Galeone von Manila nach Acapulco im Vizekönigreich Neuspanien Dienst zu tun. Auch auf anderen Strecken, unter anderem entlang der amerikanischen Küsten, erwarb er sich eine umfassende Praxis der verschiedenen Seewege, die durch nautisches Fachwissen untermauert war und sich in seinen Aufzeichnungen, Karten und Anweisungen niederschlug.
1711 und 1713 war er königlicher Alcalde der Gemeinde Santa Cruz de Tenerife; Cabrera Bueno war verheiratet mit Juana Baptista Cabrera, mit der er 1713 eine Tochter (Juana) hatte. Der Kirche seiner Heimatgemeinde machte er seit 1701 zahlreiche Stiftungen.

## DieNavegación
In Manila veröffentlichte er als Summe seiner Erfahrungen 1734 die Navegación especulativa y practica, das Handbuch mit Segelanweisungen für die Hauptschifffahrtsrouten des damaligen spanisch-portugiesischen Reichs, in Absicht, Aufbau und Verbreitung ein Gegenstück zu dem fast ein Jahrhundert später erschienenen englischen Standardwerk, dem Horsburgh- oder India Directory des Schotten James Horsburgh (1762–1836).

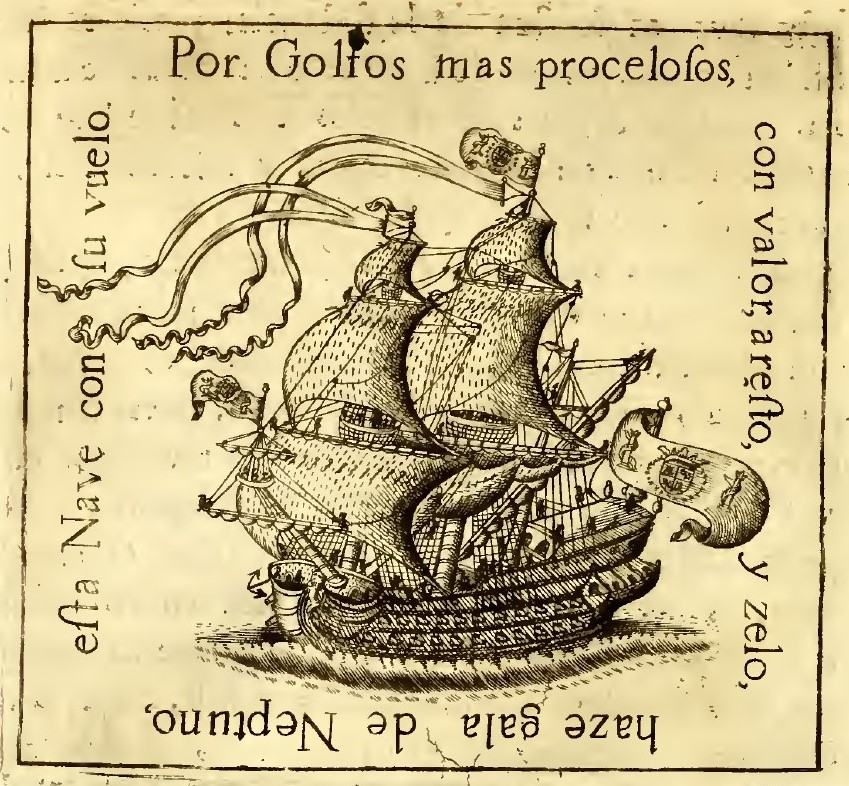
Galeone, nach González Cabrera Bueno, Navegación especulativa y practica, Manila 1734

Für seinen schlichten Schreibstil und eventuelle Schreibfehler entschuldigt er sich im Vorwort, da dies seinem einfachen Wesen (bronco) entspreche und er für Seeleute, nicht für Gelehrte geschrieben habe.
Aufgrund seiner Aufzeichnungen identifizierte der Missionar und Kolonisator, Pater Junípero Serra, 1769 die Buchten von San Francisco (San Quentin) und San Diego in Kalifornien.

## Werk
- Navegación especulativa y práctica, con la explicación de algunos instrumentos que están más en uso entre los navegantes, con las reglas necesarias para su verdadero uso: tabla de las declinaciones del sol, computadas al meridiano de San Bernardino; el modo de navegar por la geometría, por las tablas de Rumbos; por la arithmetica; por la trigonometria; por el cuadrante de reducción; por los senos logarítmicos, y comunes; con las estampas, y figuras pertenecientes a lo dicho, y otros tratados curiosos. Compuesta por el Almirante D. Ioseph Gonzalez Cabrera Bueno, Piloto mayor de la Carrera de Philipinas, y Natural de la Isla de Tenerife una de las Canarias. Manila : Convento de Nuestra Señora de los Angeles 1734. (Digitalisat im Internet Archive).